# Форру
Фо́рру (сан-томийское наречие; порт. forro) — одно из наречий нижнегвинейского португало-креольского языка, на котором говорят на острове Сан-Томе. Название языка в переводе с португальского означает «освобождённый раб» (от порт. carta de alforria «свидетельство об освобождении»). Форру не следует смешивать с сан-томийским вариантом португальского языка.

## Распространение
Форру распространён преимущественно на большей части острова Сан-Томе, также имеются носители на острове Принсипи. Хотя 95 % сантомийцев могут говорить по-португальски, национальным языком является форру (на нём говорят 85 % жителей). Несмотря на то, что он менее престижен, чем португальский, контакты с последним пока не угрожают его существованию.

### Диалекты
Принсипийский и аннобонский креольские языки иногда рассматриваются как диалекты форру.

## Лексика
Хотя сан-томийский креольский язык контактировал и продолжает контактировать с португальским (который рассматривается как престижный), в нём сохраняется значительное количество черт субстратных языков, гораздо большее, чем в кабувердьяну. Около 93 % лексики португальского происхождения, и около 7 % происходит из африканских языков.

## Письменность
Форру не имеет стандартной орфографической нормы. В настоящее время правительством Сан-Томе изучается проект такой нормы.